# Мікхель Рауд
Міхкель Рауд (ест. Mihkel Raud; нар. 18 січня 1969) — естонський співак, письменник, автор пісень, актор і колишній член парламенту Естонії. Він найбільш відомий своєю книгою «Musta pori näkku» («Чорний бруд на твоєму обличчі») і як колишній телеведучий ток-шоу на TV3.

## Особисте життя
Міхкель Рауд народився середньою дитиною у сім'ї Ено та Айно (уроджена Первік) Раудів. Його дідусь, Март Рауд, був драматургом, поетом і автором пісень. Його старший брат — вчений й автор Рейн Рауд, молодша сестра — художниця Пірет Рауд.

## Кар'єра
Міхкель Рауд розпочав свою кар'єру як юний актор. У 1981 році він зіграв роль Тінна у музичному сімейному художньому фільмі Гелле Мурдмаа «Nukitsamees», заснованого на дитячій історії Оскара Лутса 1920 року. Того ж року він з'явився як Ріхо у телевізійному фільмі Райво Траса «Пригода у канікули» («Keskpäev»), заснованому на трилогії «Lugu lendavate taldrikutega» 1972 року, написаної його батьком.
На додаток до його інтересу до літератури та музики, він став у 2015 році членом Комітету з культурних питань та Європейського комітету профспілок у парламенті Естонії. 7 червня 2016 року Рауд оголосив, що залишить політику та зосередиться на своєму ток-шоу на TV3. Також Рауд був ведучим естонському телешоу місцевого щотижневого ток-шоу на TV3 «Seitse Vaprat», який транслював ETV, а також учасником радіоелектронної промисловості та учасником Естонської громадської телерадіомовної корпорації. Він був членом журі талант-шоу «Eesti otsib superstaari».

### Музика
Рауд добре відомий в Естонії як музикант, який грає на гітарі, автор пісень для кількох місцевих гуртів, включно з «Golem», «Metallist», «Ba-Bach», «Singer Vinger», «Mr. Lawrence», а також для Ленна Куурмаа. У 2002 році він продюсував гурт «Black Sabbath» у данину поваги до альбому «Sabbatum», збірку класичних суботніх треків у виконанні латиноамериканського музичного гурту «Rondellus».